# Strongarm
Strongarm was een christelijke hardcoreband uit Florida. De band bestond van 1993 tot 1998. In deze periode is zij uitgegroeid tot boegbeeld van de Amerikaanse christelijke hardcorescene en voorbeeld voor veel jonge beginnende bands. Het platenlabel waar zij op zaten, Tooth & Nail, was een springplank voor een hele generatie christelijke hardcorebands. De band is nadat zij uit elkaar zijn gegaan met een andere zanger verdergegaan als emocoreband, onder de naam Further Seems Forever.

## Discografie
- Division 7" (1994, Tooth & Nail)
- Trials 7" (1995, Tooth & Nail)
- Atonement CD (1995, Tooth & Nail)
- The Advent Of A Miracle CD/LP (1997, Solid State)